# Eva Notty
Eva Notty (Tucson, Arizona; 7 de julio de 1982) es una actriz pornográfica estadounidense.

## Biografía
Eva Notty, nombre artístico de Shawna Street, nació en la ciudad de Tucson, en el estado de Arizona (Estados Unidos), en julio de 1982, en una familia de ascendencia puertorriqueña y alemana. Antes de entrar en la industria del cine para adultos, trabajó como recepcionista en una compañía de alquiler de camiones propiedad de su familia.
En 2008 empezó a tantear, gracias a la incursión por parte de un amigo, el mundo de la industria, después de que unas fotos suyas llegaran a la revista Score, publicación que la nombró modelo del año en 2010.
Comenzó su carrera pornográfica en 2009, a los 27 años, grabando películas para productoras del sector como Evil Angel, New Sensations, Devil's Film, Brazzers, Girlsway, Naughty America, Adam & Eve, Girlfriends Films, Reality Kings o Jules Jordan Video.
Además de actriz porno, también ha trabajado de escort, de maquilladora en producciones así como de dominatrix profesional, utilizando su nombre real.
Su primera escena de sexo interracial fue con Lexington Steele en la película Lex's Breast Fest 5.
Algunos trabajos de su filmografía son Big Tit Femdom, Bra Busting Lesbians 2, Dirty Rotten Mother Fuckers 9, Exotic Awesome Boobs, Mommy Knows Best 10 o Step-Mommie's Tits Are Best 2.
Retirada en 2019, llegó a rodar más de 350 películas como actriz.

## Premios y nominaciones
| Año  | Ceremonia   | Resultado | Premio                        | Trabajo |
| ---- | ----------- | --------- | ----------------------------- | ------- |
| 2014 | The Fannys  | Nominada  | Mejor actriz MILF del año     | —       |
| 2014 | The Fannys  | Nominada  | Mejor estrella subestimada    | —       |
| 2015 | Premios AVN | Nominada  | Premio fan: MILF más caliente | —       |
| 2016 | Premios AVN | Nominada  | Premio fan: MILF más caliente | —       |